# Charles Kensington Salaman
Pour les articles homonymes, voir Salaman.
Charles Kensington Salaman, né le 3 mars 1814 à Londres où il est mort le 23 juin 1901, est un pianiste et compositeur britannique.

## Biographie
Issu d'une famille juive, il entre à l'âge de dix ans à la  Royal Academy of Music, où il a notamment pour professeurs Charles Neate et William Crotch. Il étudie en outre à Paris auprès de Henri Herz. Revenu à Londres en 1830, il fonde la Musical Society of London. 
Plusieurs de ses compositions sont des mises en musique de textes religieux. Il est également l'auteur de Jews as They Are (Les Juifs tels qu'ils sont, 1885), ouvrage où il combat les préjugés sur le judaïsme. 
Salaman est l'un des rares pianistes du XIXe siècle à s'être intéressé au clavecin. Il donna en 1855 plusieurs concerts sur un instrument lui appartenant, un Kirkman de 1768. Sa collection comprenait aussi le virginal de 1655 par John Loosemore (en).